# Krążek stały

Krążek stały

Krążek stały (blok nieruchomy) – krążek przytwierdzony do stałego podłoża, przez który przeplata się cięgno, które z założenia nie ślizga się po krążku, lecz wprawia go w ruch obrotowy. Krążek stały umożliwia tylko zmianę kierunku siły, bez zmiany jej wartości.

## Krążek stały jakomaszyna prosta
W układach idealizowanych (izolowanych) przyjmuje się, że krążek jest nieważki, cięgno nieważkie i doskonale elastyczne i nierozciągliwe i nie występują opory ruchu krążka a cały układ jest płaskim układem sił.
Wtedy, zależność opisująca działanie krążka stałego:
{\displaystyle P=Q,}
gdzie:
{\displaystyle P} – siła poruszająca,
{\displaystyle Q} – siła użyteczna.

### Krążek stały w układach rzeczywistych
W układach rzeczywistych dochodzą zjawiska dynamiczne, związane z inercją układu oraz straty mechaniczne związane z oporami ruchu. W naszym przypadku przyjmujemy, że ruch w układzie jest ruchem ustalonym.
Wtedy przy określonej sprawności krążka {\displaystyle \eta } spełnione jest równanie
{\displaystyle P={\frac {Q}{\eta }}.}